# Meinhard III Tyrolski
Meinhard III (ur. 1344 w Landshut, zm. 13 stycznia 1363 w Merano) – książę Górnej Bawarii i hrabia Tyrolu z dynastii Wittelsbachów.
Meinhard był synem Ludwika V Bawarskiego i Małgorzaty Maultasch. Ze strony matki był ostatnim z dynastii karynckiej. W czerwcu 1359 w Pasawie poślubił Małgorzatę, córkę księcia austriackiego Albrechta II Kulawego. Małżeństwo miało wzmocnić sojusz jego rodziców z Habsburgami. Z okazji ślubu dzięki pośrednictwu Habsburgów jego rodzice uzyskali zdjęcie ekskomuniki.
Po śmierci ojca objął rządy w Górnej Bawarii i Tyrolu. Musiał uchodzić przed swoim stryjem Stefanem II. Dzięki pomocy biskupa Eichstätt Bertholda von Zollern dotarł do Tyrolu. Po rychłej śmierci Meinharda jego matka zapisała Tyrol Rudolfowi Założycielowi, bratu jej synowej. Górna Bawaria przypadła Stefanowi II.